# Италия на летних Олимпийских играх 1956
Италия была представлена на летних Олимпийских играх 1956 года 129 спортсменами (114 мужчин, 15 женщин), выступившими в состязаниях по 13 видам спорта. Итальянская сборная завоевала 25 медалей (8 золотых, 8 серебряных и 9 бронзовых), что вывело её на 5 место в неофициальном командном зачёте.

## Медалисты
| Медаль  | Спортсмен                                                                                                   | Вид спорта           | Дисциплина                                |
| ------- | --- | -------------------- | ----------------------------------------- |
| Золото  | Эрколе Бальдини                                                                                             | Велоспорт            | Мужчины, групповая гонка по шоссе         |
| Золото  | Леандро Фаджин                                                                                              | Велоспорт            | Мужчины, гит с места 1 км                 |
| Золото  | Валентино Гаспарелла Антонио Доменикали Леандро Фаджин Франко Гандини                                       | Велоспорт            | Мужчины, командная гонка преследования    |
| Золото  | Витторио Лукарелли Луиджи Карпанеда Манлио Ди Роза Джанкарло Бергамини Антонио Спаллино Эдоардо Манджаротти | Фехтование           | Мужчины, рапира, командное первенство     |
| Золото  | Карло Павези                                                                                                | Фехтование           | Мужчины, шпага, личное первенство         |
| Золото  | Джузеппе Дельфино Франко Бертинетти Альберто Пеллегрино Джорджо Англезио Карло Павези Эдоардо Манджаротти   | Фехтование           | Мужчины, шпага, командное первенство      |
| Золото  | Альберт Винклер Романо Сгхайц Анджело Ванзин Франко Тринкавелли Иво Стефанони                               | Академическая гребля | Мужчины, четвёрки распашные с рулевым     |
| Золото  | Гальяно Россини                                                                                             | Стрельба             | Мужчины, трап                             |
| Серебро | Франко Ненчи                                                                                                | Бокс                 | Мужчины, до 63,5 кг                       |
| Серебро | Гильермо Пезенти                                                                                            | Велоспорт            | Мужчины, спринт                           |
| Серебро | Раймондо д'Инцео                                                                                            | Конный спорт         | Конкур, личное первенство                 |
| Серебро | Раймондо д'Инцео Пьеро д'Инцео Сальваторе Оппес                                                             | Конный спорт         | Конкур, командное первенство              |
| Серебро | Джанкарло Бергамини                                                                                         | Фехтование           | Мужчины, рапира, личное первенство        |
| Серебро | Джузеппе Дельфино                                                                                           | Фехтование           | Мужчины, шпага, личное первенство         |
| Серебро | Игнацио Фабра                                                                                               | Борьба               | Мужчины, греко-римский стиль, до 52 кг    |
| Серебро | Агостино Страулино Николо Роде                                                                              | Парусный спорт       | Класс «Звёздный»                          |
| Бронза  | Джакомо Боццано                                                                                             | Бокс                 | Мужчины, свыше 81 кг                      |
| Бронза  | Джузеппе Онья Чезаре Пинарелло                                                                              | Велоспорт            | Мужчины, тандем                           |
| Бронза  | Пьеро д'Инцео                                                                                               | Конный спорт         | Конкур, личное первенство                 |
| Бронза  | Антонио Спаллино                                                                                            | Фехтование           | Мужчины, рапира, личное первенство        |
| Бронза  | Эдоардо Манджаротти                                                                                         | Фехтование           | Мужчины, шпага, личное первенство         |
| Бронза  | Алессандро Чичери                                                                                           | Стрельба             | Мужчины, трап                             |
| Бронза  | Эрманно Пиньатти                                                                                            | Тяжёлая атлетика     | Мужчины, до 75 кг                         |
| Бронза  | Альберто Пигаяни                                                                                            | Тяжёлая атлетика     | Мужчины, свыше 90 кг                      |
| Бронза  | Адельмо Булгарелли                                                                                          | Борьба               | Мужчины, греко-римский стиль, свыше 87 кг |

## Результаты соревнований

### Академическая гребля
В следующий раунд из каждого заезда проходили несколько лучших экипажей (в зависимости от дисциплины). В финал A выходили 4 сильнейших экипажей.
Мужчины
| Соревнование | Спортсмены                      | Предварительный заезд | Предварительный заезд | Предварительный заезд | Отборочный заезд | Отборочный заезд | Отборочный заезд | Полуфинал | Полуфинал | Полуфинал | Финал                 | Финал                 |
| Соревнование | Спортсмены                      | Заезд                 | Время                 | Место                 | Заезд            | Время            | Место            | Заезд     | Время     | Место     | Время                 | Место                 |
| ------------ | ------------------------------- | --------------------- | --------------------- | --------------------- | ---------------- | ---------------- | ---------------- | --------- | --------- | --------- | --------------------- | --------------------- |
| одиночки     | Стефано Мартиноли               | 2                     | 7:36,5                | 3                     | 2                | 9:11,8           | 1 Q              | 2         | 9:35,7    | 4         | завершил выступление  | завершил выступление  |
| двойки       | Альваро Бьянки Маурицио Клеричи | 1                     | 7:41,2                | 3                     | 1                |                  | 2 Q              | 2         | 9:11,1    | 4         | завершили выступление | завершили выступление |